# Kennedy (Alabama)
Kennedy es un pueblo ubicado en el condado de Lamar en el estado estadounidense de Alabama. En el censo de 2000, su población era de 541.

## Demografía
En el 2000 la renta per cápita promedia del hogar era de $ 24.750$, y el ingreso promedio para una familia era de 30.909$. El ingreso per cápita para la localidad era de 12.447$. Los hombres tenían un ingreso per cápita de 30.278$ contra 19.250$ para las mujeres.

## Geografía
Kennedy está situado en 33°34′50″N 87°59′2″O / 33.58056, -87.98389 (33.580683, -87.983830)
Según la Oficina del Censo de los EE. UU., la ciudad tiene un área total de 3.07 millas cuadradas (7.95 km²).